# Eugenia Amalia Triller
Eugenia Amalia Triller (ur. 4 grudnia 1908 w Rudkach k. Lwowa, zm. 21 września 1996 we Wrocławiu) –  historyk, bibliotekarz, pionierka polskiej archiwistyki na Dolnym Śląsku.

## Życiorys
Córka Henryka Trillera oraz Reginy z domu Karp. Mieszkała wraz z rodziną w Rudkach. Miała czwórkę rodzeństwa. Ukończyła prywatne gimnazjum żeńskie w Samborze, a następnie historię na Uniwersytecie im. Jana Kazimierza we Lwowie kończąc studia z tytułem magistra w 1932 roku. 
Od 1930 roku pracowała w Oddziale Grodzkim Archiwum Państwowego we Lwowie, gdzie prowadziła poszukiwania na rzecz osób trzecich. Podejmowała również własne badania w innych archiwach we Lwowie. Na ich podstawie napisała artykuły naukowe, które były zamieszczone m.in. "Miesięczniku Heraldycznym". 
W latach 1940–1941 była zatrudniona już jako pracownik naukowy w Archiwum Państwowym we Lwowie, a w marcu 1941 roku została kierownikiem Oddziału Banków Polskich. Wróciła jednak do rodzinnej miejscowości czasie okupacji hitlerowskiej, gdzie udzielała prywatnych lekcji, a później pracowała w tamtejszej szkole powszechnej jako nauczycielka historii, chemii i fizyki. Gdy została zmuszona do wyjazdu jak większość Polaków próbowała podjąć pracę w Krakowie co skończyło się niepowodzeniem. Ostatecznie znalazła pracę w Jeleniej górze i sierpniu 1945 roku została kierownikiem tamtejszego archiwum. Dążyła do odnalezienia i zgromadzenia wywiezionych podczas wojny akt z Archiwum Miejskiego w Jeleniej Górze, co udało się zrealizować w 1947 roku. Dodatkowo dbała o zabezpieczenie archiwów z innej proweniencji. Dzięki temu ocalono przed utratą bezcenne materiały związane z przeszłością Jeleniej Góry, Karkonoszy i innych terenów Śląska. Eugenia Triller kompletowała również księgozbiór archiwalny – będący kilka lat po wojnie jedyną udostępnianą biblioteką naukową w tym mieście i regionie służący wielu badaczom z całego kraju. 
Materiały archiwalne, które Eugenia Triller zgromadziła po 1945 roku pozwoliły jej rozpocząć studia nad przeszłością miasta. Doskonale znała język niemiecki oraz łacinę co pozwoliło jej odczytywać źródła w tych językach. W 1946 roku napisała i wydała anonimowo dwie broszurki  „Kościoły i kaplice Jeleniej Góry" oraz „Jelenia Góra. Szkic historyczny". Były to pierwsze dostępne polskie prace o przeszłości Jeleniej Góry i okolic. W prasie i czasopismach lokalnych publikowała artykuły o dziejach regionu. Brała udział w życiu naukowym regionu. Była członkiem i założycielem jeleniogórskiego Towarzystwa Przyjaciół Nauk (1947). Reprezentowała też miasto na sesjach naukowych, takich jak m.in. Powszechny Zjazd Historyków Polskich, który odbył się we Wrocławiu w 1948 roku.
Była inicjatorką wydarzeń kulturalnych odbywających się w Jeleniej Górze np. wielkie obchody 840-lecia Jeleniej Góry w 1948 roku czy przeprowadzenie badań wykopaliskowych na Wzgórzu Krzywoustego w tym samym roku. Organizowała wystawy książek, prelekcje dotyczące dziejów Śląska.  
Gdy w 1951 roku Archiwum Miejskie zostało upaństwowione i stało się oddziałem Archiwum Państwowego we Wrocławiu, zmienił się jego charakter pracy na bardziej urzędniczy, a nie naukowy, Eugenia Triller zdecydowała się wyjechać do Wrocławia. Tam pracowała jako bibliotekarz w Dziale Starych Druków Biblioteki Zakładu Narodowego Ossolińskich. Angażowała się w działalność na rzecz nauki i kultury. Brała udział w pracach Wrocławskiego Towarzystwa Naukowego, uczestniczyła w sesjach naukowych. Opublikowała wiele prac z zakresu archiwistyki, bibliotekoznawstwa i numizmatyki. Za badania nad historią fotografii Stowarzyszenie Historyków Fotografii przyznało jej w 1973 roku tytuł członka honorowego. 
Została pochowana na cmentarzu Salwatorskim w Krakowie. 